# Channel 4
Channel 4 é uma rede de televisão britânica de perfil de utilidade pública, criada por um ato do Parlamento, iniciando suas transmissões em 2 de novembro de 1982. Ainda que comercialmente auto-suficiente em grande medida, o Channel 4 é de propriedade estatal; originalmente uma subsidiária da Independent Broadcasting Authority, o canal é atualmente administrado pela Channel Four Television Corporation, organização pública fundada em 1990, começando suas operações em 1993. A origem do Channel 4 pode ser traçada até um outro ato parlamentar, o Television Act de 1954, que criaria canais comerciais para quebrar o monopólio da BBC.
A rede é a quarta maior emissora de televisão do Reino Unido em termos de audiência, atrás apenas da ITV, BBC One e BBC Two.

## História
Como uma emissora de TV de serviço público, o Channel 4 tem obrigações para com o governo de exibir conteúdo diversificado e de qualidade, mas ao contrario de outras redes de televisão públicas europeias, não recebe financiamento público. Seu orçamento anual de quase US$ 1,98 bilhão vem de anúncios e patrocinadores. Quando o canal foi lançado, seu único rival para anúncios televisivos era a ITV, a primeira e – ainda hoje – maior rede comercial do Reino Unido. Em 1990, a estação foi transferida para a administração da Channel Four Television Corporation, de cunho público.
No Brasil, é conhecida por ter transmitido o documentário Beyond Citizen Kane, que aborda a Rede Globo de Televisão de uma maneira crítica.[carece de fontes?]

## Programação
O Channel 4 não produz programas; é exigido por lei a terceirização de 100% da programação para empresas independentes. Até a década de 1980, a maioria das produções britânicas era feita pela BBC ou por franquias regionais que fazem parte do ITV, então essa medida buscou impulsionar a indústria audiovisual britânica. Além do conteúdo, os serviços de informação (fornecidos pela Independent Television News) e transmissão são terceirizados. Atualmente, a emissora contrata mais de 100 produtores nacionais e internacionais, cujas obras devem obedecer a um código de conduta fornecido pelo Ofcom.
Ao longo de sua história, o Channel 4 conquistou uma reputação dentro da indústria audiovisual britânica, graças ao seu compromisso com formatos inovadores. Internacionalmente, seu produto mais conhecido são as suas séries, muitas das quais foram exportadas para outros países ou adaptadas pelas grandes redes nos Estados Unidos. Alguns dos mais conhecidos cronologicamente são Brookside (1982-2003), A Woman of Substance (1983), Max Headroom (1987), Hollyoaks (1995-), Father Ted (1995-1998) Queer as Folk (1999), Black Books (2000-2004), As If (2001-2004), Shameless (2004-2013), The IT Crowd (2006-2013), Misfits (2009-2013), Secret State (2012), Black Mirror (2011-) e Utopia (2013-2014). O canal também exibe séries americanas de sucesso como Roseanne, Frasier, Friends, Urgencias, South Park, My name is Earl, Scrubs, The Big Bang Theory e as novas temporadas de Os Simpsons. Além disso, de 2001 a 2010, exibiu as primeiras dez temporadas do Big Brother Reino Unido
Os únicos programas do Channel 4 que são transmitidos desde 1982 são Countdown (versão britânica do concurso francês Des chiffres et des lettres) e o Channel 4 News.